# Seznam členů posádky Bounty

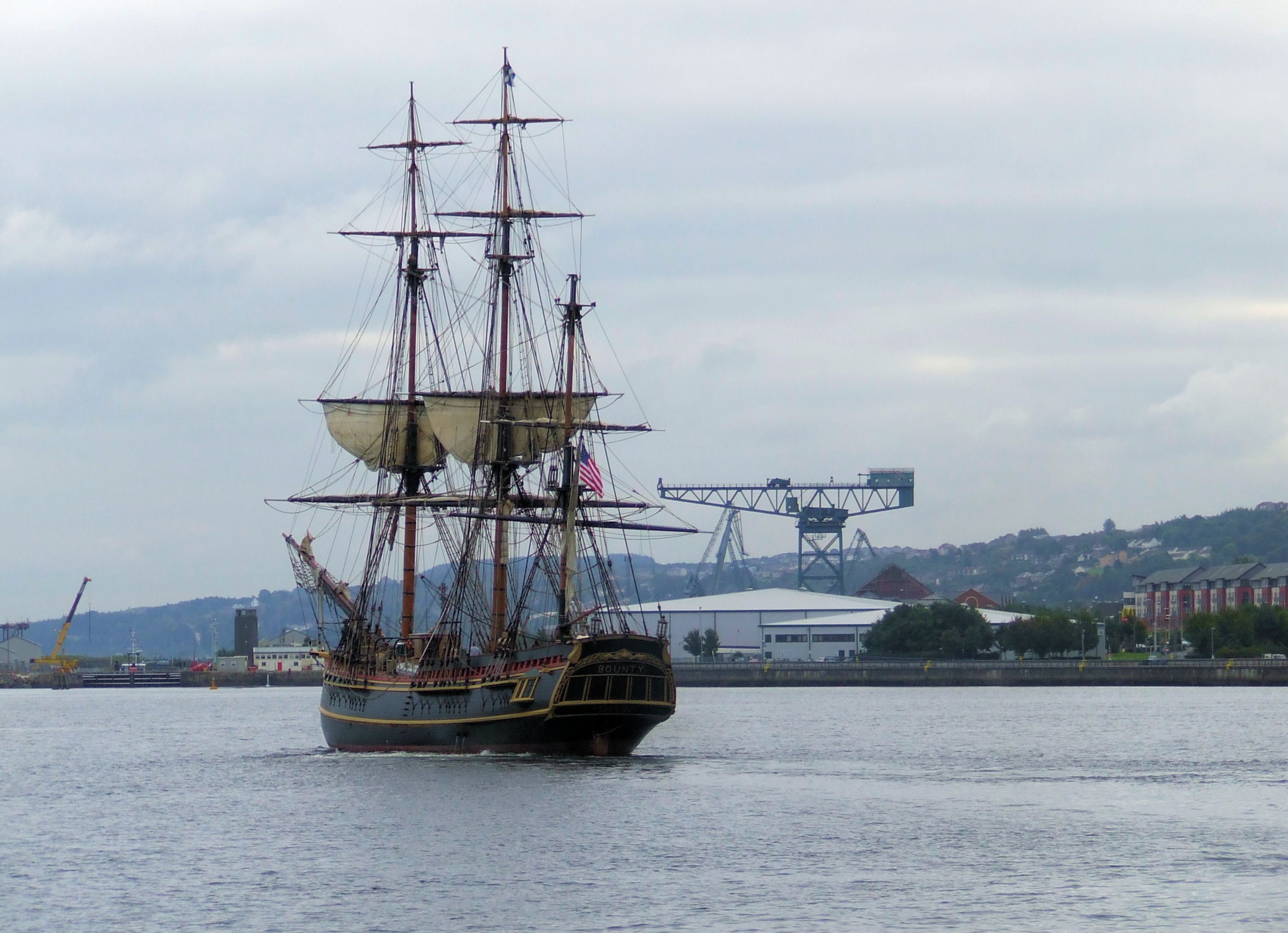
Replika Bounty – Bounty II – na řece Clyde

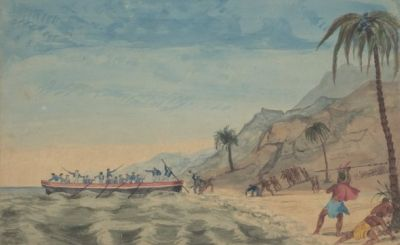
Robert Cleveley: William Bligh a jeho věrní prchají před kanibaly z ostrova Tofua

Posádka HMAV Bounty se v době vyplutí z Anglie 23. prosince 1787 skládala ze 46 mužů. Velitelem lodi byl poručík William Bligh. Dále na Bounty sloužili čtyři důstojníci (Wardroom Officers); čtyři nižší důstojníci (Cockpit Officers); deset poddůstojníků (Warrant Officers); čtyři kadeti (Midshipmen) nalodění jako námořníci I. třídy; dvanáct nižších poddůstojníků (Petty Officers) a jedenáct námořníků první třídy, tzv. starších námořníků (Able Seamen). Samotná loď byla postavena roku 1784 a pojmenována Bethia. O tři roky později ji zakoupilo britské královské námořnictvo pro výpravu, která měla zajistit převoz chlebovníků z polynéského ostrova Tahiti na Panenské ostrovy v Západní Indii. Loď byla upravena pro převoz sazenic chlebovníku, další úpravy se týkaly ubytovacích prostor v podpalubí a menších na palubě. Loď dostala nové jméno – Bounty (Štědrá).
Jeden z námořníků, James Valentine, zahynul již během cesty na Tahiti, lodní lékař Thomas Huggan pak zemřel přímo na ostrově. 28. dubna 1789 na Bounty propukla vzpoura vedená Fletcherem Christianem; 25 mužů se v tu chvíli přidalo na stranu poručíka Blighe. 19 z nich, včetně velitele, bylo vysazeno ve člunu na moře. 18 vzbouřenců a 4 muži, kteří zůstali na Bounty, přestože se vzpoury neúčastnili, se pokusili usadit na ostrově Tubuai. Když však po bitvě s domorodci jejich pokus ztroskotal, vrátili se na Tahiti. Zde již část vzbouřenců zůstala a s nimi všichni čtyři loajální členové posádky. Později byli zatčeni kapitánem Edwardem Edwardsem, velitelem trestní výpravy na HMS Pandora. Loď však 29. srpna 1789 ztroskotala a čtyři ze zatčených se utopili. V Anglii byli nakonec čtyři bývalí členové posádky Bounty zproštěni obžaloby, tři odsouzeni, avšak omilostněni a tři roku 1792 oběšeni.
9 vzbouřenců a 19 Tahiťanů odplulo s Bounty na Pitcairnův ostrov, kde založili usedlost, kterou se britské trestné výpravě nepodařilo vypátrat. Pitcairnův ostrov s posledním přeživším vzbouřencem a s jejich potomky byl objeven až roku 1808.

## Posádka

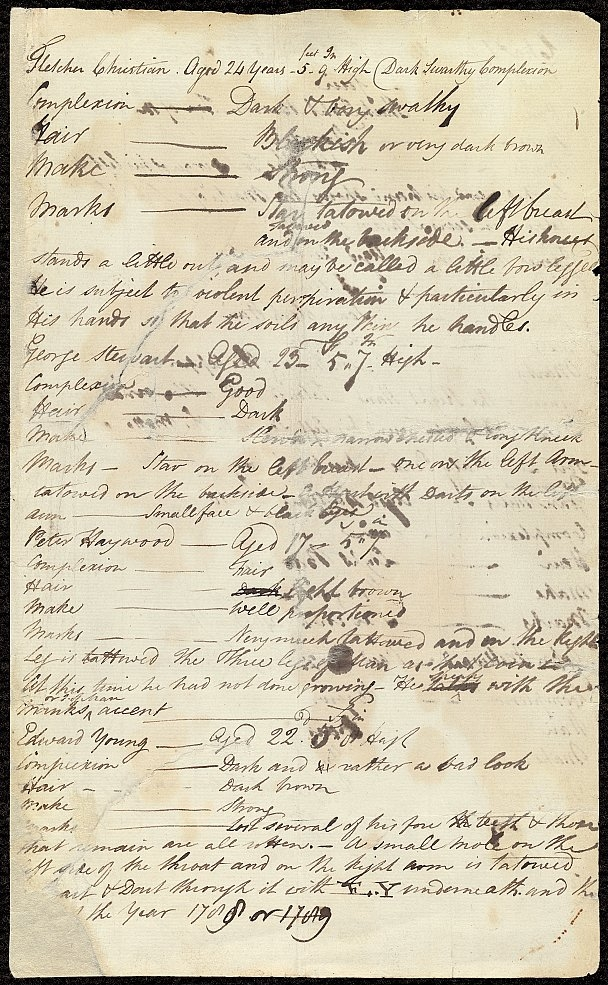
Rukopisné poznámky poručíka Blighe psané v člunu po opuštění ostrova Tofua i se seznamem vzbouřenců začínajícím jménem „Fletcher Christian“ (National Library of Australia)

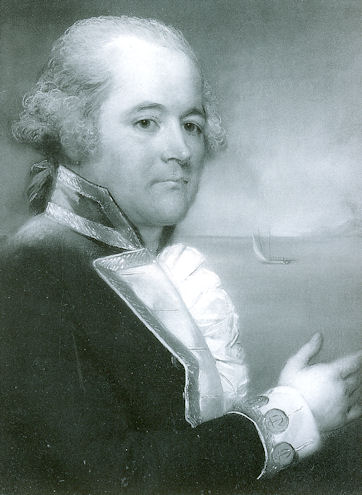
William Bligh (1791)

| Třída                          | Jméno původ                                        | Pozice | Postoj ke vzpouře | Blighův popis | Osud |
| ------------------------------ | -------------------------------------------------- | --- | ----------------- | --- | --- |
| Důstojník Commissioned Officer | William Bligh — St Tudy (Cornwall)                 | Velitel lodi (zdvořilostní oslovení kapitán)                                                                       | —                 | — | Roku 1790 byl povýšen na kapitána a o dva roky později se vrátil na Tahiti pro chlebovníky. Během napoleonských válek se účastnil bitvy u Kodaně (1801) a téhož roku se stal členem Královské společnosti. Roku 1805 byl jmenován guvernérem Nového Jižního Walesu, kde se proti němu roku 1808 vzbouřili místní osadníci a vojáci (Rumové povstání). Roku 1806 byl povýšen na komodora, roku 1810 na kontradmirála a roku 1811 na viceadmirála. Zemřel v roce 1817 v Londýně. |
| Wardroom Officer               | John Fryer — Wells-next-the-Sea (Norfolk)          | Navigační důstojník, zástupce kapitána (Master)                                                                    | Loajální          | — | Po návratu do Anglie svědčil u soudu se vzbouřenci a roku 1798 byl povýšen do hodnosti Master of the First Rate. Na vlajkové lodi HMS London se účastnil bitvy u Kodaně (1801), téhož roku se stal seniorkapitánem a velel třem zásobovacím lodím. 6. dubna 1812 odešel do výslužby a zemřel roku 1817 ve Wells-next-the-Sea. |

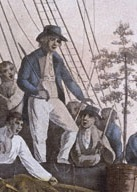
Robert Dodd: Fletcher Christian (1799)

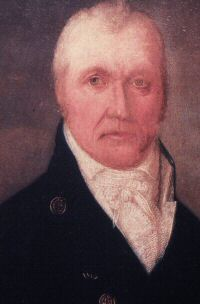
John Fryer (1807)

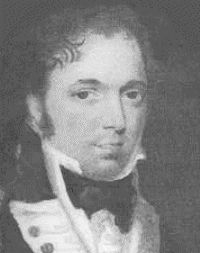
Peter Heywood (1793)

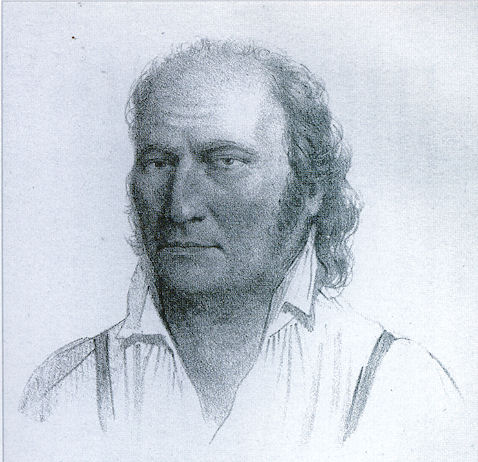
J. A. Moerenhout: John Adams (1829)

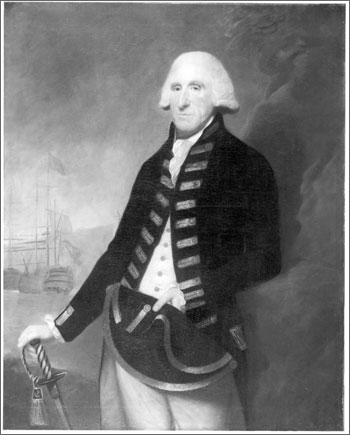
Lemuel Francis Abbott: Lord Samuel Hood, předseda soudu se vzbouřenci (1792)

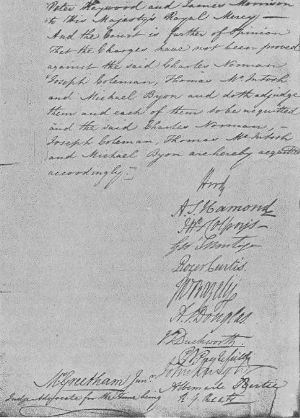
Rozsudky v procesu s obviněnými ze vzpoury na HMAV Bounty (úterý 18. září 1792)

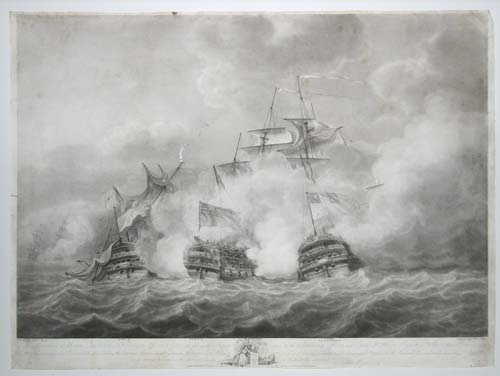
Brunswick, na které byli tři ze vzbouřenců oběšeni, v bitvě s Achille a Vengeur du Peuple

| Wardroom Officer               | Fletcher Christian — Cockermouth (Cumberland)      | Pomocník navigačního důstojníka (Master's Mate) během plavby povýšen na zastupujícího poručíka (Acting Lieutenant) | Vzbouřenec        | Věk 24 let, 5 stop a 9 palců vysoký, načernalé či velmi tmavé pleti, tmavě hnědé vlasy, robustní postavy; na levém prsu má vytetovanou hvězdu, tetovaný na zádech; jeho kolena trochu odstávají, jeho nohy se dají nazvat lukem. Silně se potí, a to zvláště na rukou, takže ušpiní každou věc, které se dotkne.                            | Odplul na Pitcairnův ostrov, kde byl roku 1793 zavražděn; existuje však i teorie, že se mu podařilo masakru na Pitcairnu uniknout a vrátit se do Anglie. |
| Wardroom Officer               | William Elphinstone — Edinburgh                    | Pomocník navigačního důstojníka (Master's Mate)                                                                    | Loajální          | — | Účastnil se plavby v člunu. Dostal se na Timor a posléze do Batávie, kde v říjnu 1789 zemřel na malárii. |
| Wardroom Officer               | Thomas Huggan                                      | Lodní lékař (Surgeon)                                                                                              | —                 | — | Zemřel na Tahiti 9. prosince 1788 ještě před vzpourou a byl pohřben na Point Venus; je prvním Angličanem, který byl pohřben na Tahiti. |
| Cockpit Officer                | John Hallett — Londýn                              | Kadet (Midshipman)                                                                                                 | Loajální          | — | Účastnil se cesty Tichomořím ve člunu a navigační příručka, kterou vzal s sebou, značně usnadnila Blighovi a jeho mužům přežití. Dostal se do Anglie, kde s Haywardem svědčil proti Peteru Heywoodovi. Byl povýšen na poručíka a sloužil na HMS Penelope, na jejíž palubě zemřel. V posledních chvílích doznal lítost za to, že svědčil proti svému příteli Heywoodovi. |
| Cockpit Officer                | Thomas Hayward — Londýn                            | Kadet (Midshipman)                                                                                                 | Loajální          | — | Zúčastnil se plavby ve člunu na Timor. Dostal se do Anglie, kde byl povýšen na poručíka a účastnil se na HMS Pandora trestní výpravy. U anglického soudu svědčil proti Peteru Heywoodovi. Poté sloužil na Hoornwig a Diomed. Zemřel na válečné šalupě HMS Swift při tajfunu v čínských mořích roku 1797. |
| Cockpit Officer                | Thomas Denman Ledward                              | Pomocník lékaře (Surgeon's Mate)                                                                                   | Loajální          | — | Účastnil se plavby ve člunu. Na přelomu let 1789 a 1790 cestoval do Anglie na palubě Welfare, která se na cestě z Batávie do Kapského Města potopila; je možné, že Ledward na její palubě zemřel, avšak existuje teorie, že někde po cestě vystoupil, protože muž téhož jména sloužil jako lékař v letech 1791–1795 na HMS Discovery – není však jisté, zda se jedná o stejnou osobu. Předpokládá se, že Ledward zemřel v Uckfieldu kolem roku 1841, což by jej činilo nejdéle žijícím členem posádky Bounty. |
| Cockpit Officer                | John Samuel — Edinburgh                            | Kapitánův písař (Captain's Clerk)                                                                                  | Loajální          | — | Účastnil se plavby v člunu, kam se mu z Bounty podařilo propašovat Blighův lodní deník. William Bligh se v Batávii nalodil na první spoj do Anglie, Vlydte, a s sebou vzal pouze písaře Samuela a svého sluhu Johna Smithe. |
| Poddůstojník                   | William Cole                                       | Loďmistr (Boatswain)                                                                                               | Loajální          | — | Účastnil se plavby ve člunu. Dostal se do Anglie, kde svědčil ve prospěch Heywooda i Morrisona. Dalších deset let sloužil i se dvěma syny na palubě HMS Irresistible. Roku 1805 byl penzionován a roku 1833 zemřel v Greenwichi. |
| Poddůstojník                   | Charles Churchill — Manchester                     | Lodní profous - velitel lodní stráže (Master-at-arms)                                                              | Vzbouřenec        | Kaprál, 30 let, 5 stop a 10 palců vysoký. Světlé pleti, krátkých světle hnědých vlasů. Plešatá hlava, robustní postavy. Křivý ukazováček na levé ruce, ruce nesou známky opaření. Tetovaný na několika částech těla. | Zůstal na Tahiti, nicméně oddělil se od zbytku vzbouřenců a s Matthewem Thompsonem žili odděleně u dalšího z místních kmenů. Churchill po smrti náčelníka Vayhidoa zdědil roku 1789 náčelnickou hodnost. Brzy se však dostal s Thompsonem do konfliktu a ten ho zavraždil. |
| Poddůstojník                   | William Peckover                                   | Dělmistr (Gunner)                                                                                                  | Loajální          | — | Účastnil se plavby ve člunu. Společně se dvěma dalšími při cestě stanul na Ptačích ostrovech u pobřeží Austrálie. Dostal se do Anglie, kde byl v roce 1792 zkontaktován komodorem Pasleym, aby svědčil ve prospěch Petera Heywooda, což Peckover učinil. Jako dělostřelec byl dosazen na HMS Providence pro druhou chlebovníkovou výpravu, avšak z popudu kapitána Blighe byl vyřazen. Jako dělostřelec dále sloužil na lodích HMS Antelope, HMS Sultan, HMS Ocean, HMS Bedford, HMS Irresistible a HMS Gelykheid. Penzionován 6. června 1801. |
| Poddůstojník                   | Joseph „Josiah“ Coleman — Guildford (Surrey)       | Zbrojmistr (Armourer)                                                                                              | Loajální          | Zbrojmistr, 40 let, 5 stop a 6 palců vysoký. Světlé pleti, šedých vlasů, robustní postavy, na jedné ruce vytetované srdce. (Bligh dodává: „Když jsem byl v člunu, tento muž mě veřejně oslovil s prohlášením, že nevěděl nic o převzetí lodi a prosil mě, abych si vzpomněl, že mi to řekl a že zůstává držen proti své vůli.“)             | Kvůli své specializaci byl donucen zůstat na Bounty a na Tahiti, podílel se na stavbě škuneru Resolution. Byl zatčen Edwardem Edwardsem a následně přežil potopení Pandory. Po návratu do Anglie byl soudem osvobozen. Penzionován byl v Greenwichi, společně s LeBoguem a houslistou Byrnem. |
| Poddůstojník                   | Peter Linkletter — Shetlandy (Skotsko)             | Kormidelní poddůstojník (Quartermaster)                                                                            | Loajální          | — | Účastnil se plavby ve člunu. Během cesty pro sebe Linklater a Purcell kradli jídlo, a když Bligh dorazil do timorského Kupangu, nechal je oba na lodi v přístavu uvěznit. Peter Linklater zemřel v Batávii na malárii dva týdny poté, co Bligh odplul z Holandské východní Indie do Anglie. |
| Poddůstojník                   | John Norton — Liverpool (Merseyside)               | Kormidelní poddůstojník (Quartermaster)                                                                            | Loajální          | — | Účastnil se plavby v člunu a byl zabit 2. května 1789 domorodci na ostrově Tofua. Díky jeho oběti se námořníkům podařilo vyváznout z dosahu Tofuanů; místo smrti Johna Nortona se stalo známé jako Murderers’ Cove. |
| Poddůstojník                   | Lawrence LeBogue — Nova Scotia                     | Plachtář (Sailmaker)                                                                                               | Loajální          | — | Účastnil se plavby ve člunu. Během cesty LeBogue a pomocný lékař Ledward málem zemřeli. Po návratu do Anglie byl převelen na HMS Providence. On a Blighův sluha John Smith byli jediní z původní posádky Bounty, kdo se účastnili Blighovy druhé chlebovníkové výpravy. George Mackaness se zmiňuje o setkání jednoho z přátel Blighovy rodiny s LeBoguem v Greenwichi, kde byl penzionován společně s Colemanem a Byrnem. Podle Caroline Alexanderové však Lawrence LeBogue zemřel roku 1795 na palubě HMS Jason v Plymouthu. |
| Poddůstojník                   | Henry Hillbrandt — Hannover (Dolní Sasko)          | Lodní bednář (Cooper)                                                                                              | Vzbouřenec        | 25 let, 5 stop a 7 palců vysoký. Světlé pleti, pískových vlasů, velmi robustní postavy. Levou ruku měl zlomenou, je proto kratší než pravá. Je Hannoveřan a mluví špatně anglicky. Je tetovaný na několika místech. | Zůstal na Tahiti a později byl zatčen; 14. května, 6 dnů po vyplutí Pandory z Tahiti Edwardu Edwardsovi vyzradil plán Fletchera Christiana pokusit se usadit na Ostrově vévody z Yorku; 6. června Pandora u ostrova vévody z Yorku zakotvila, ostrov však byl neobydlený. Utopil se na Pandoře 29. srpna 1791. |
| Poddůstojník                   | William Purcell                                    | Lodní tesař (Carpenter)                                                                                            | Loajální          | — | Účastnil se plavby ve člunu. S Blighem měl během plavby špatné vztahy a do Anglie plul v okovech; Purcell byl jediný z loajálních členů posádky, pro kterého Bligh v Anglii požadoval potrestání, soud jej tedy symbolicky pokáral. Poté Purcell pokračoval v kariéře u námořnictva, sloužil v Západní Indii. Roku 1800 se oženil s vdovou Hannah Mariou Mayovou a o šest let později, roku 1806, odešel do výslužby. Podle Johna Barrowa byl roku 1831 v blázinci a podle George Mackanesse zemřel 10. března 1834 v Haslar Hospital v Plymouthu. Byl nejdéle žijícím členem posádky Bounty; existuje však možnost, že déle žil Thomas Denman Ledward. |
| Kadet                          | Peter Heywood — Douglas (Ostrov Man)               | Kadet (Midshipman)                                                                                                 | Loajální          | Kadet, 16 let, 5 stop a 7 palců vysoký, světlé pleti, světle hnědých vlasů, dobrých proporcí. Silně potetovaný a na pravé noze jsou vytetovány manské nohy, či alespoň takovým dojmem to tetování působí. V té době ještě stále rostl. Mluví s manským přízvukem.                                                                           | Zůstal na Bounty proti své vůli a později byl vysazen na Tahiti, kde byl posléze zatčen; během pobytu na ostrově se zabýval prací na anglicko-tahitském slovníku, který později používali misionáři. Ačkoliv Heywood se vzpourou prokazatelně neměl nic společného, William Bligh byl přesvědčen, že ji se vzbouřenci plánoval; u soudu měli pouze Heywood a William Muspratt obhájce; Heywood byl odsouzen k trestu oběšení, vzápětí však byl, i díky vlivu své rodiny, omilostněn. Roku 1803 byl povýšen na komandéra a později na kapitána; v letech 1803–1805 sloužil v Indickém oceánu a v letech 1805–1809 v jihoamerických vodách. V roce 1803 se stal velitelem 74dělové řadové lodi Montagu a o tři roky později byl odvolán z aktivní služby. Roku 1831 zemřel.                                                                    |
| Kadet                          | George Stewart — Orknejské ostrovy                 | Kadet (Midshipman)                                                                                                 | Loajální          | Kadet, 23 let, 5 stop a 7 palců vysoký. Světlé pleti, tmavých vlasů, útlé postavy, úzké hrudi a dlouhého krku – na levém prsu má vytetovanou hvězdu, stejně jako na levé paži, kde má dále vytetované srdce s šípy – tetovaný i na zádech – velmi jemné rysy.                                                                               | Zůstal na Bounty, protože byl oblíbený mezi posádkou a Fletcher Christian potřeboval jeho vliv pro velení posádce; Christian ho učinil svým prvním důstojníkem; ukázalo se však, že po vzpouře si ho vzbouřenci neoblíbili, protože jednak nesouhlasil se vzpourou, jednak vyžadoval disciplínu. Byl vysazen na Tahiti, kde se formálně oženil s místní princeznou, jíž přezdíval anglicky Peggy a s níž měl dítě. Zemřel 29. srpna 1791 na Pandoře, když se během potápění lodi na něj a na Johna Sumnera zřítila lodní lávka. Zprávu o jeho smrti sdělili jeho tahitské manželce o několik let později misionáři. |
| Kadet                          | Robert Tinkler — Wells-next-the-Sea (Norfolk)      | Kadet (Midshipman)                                                                                                 | Loajální          | — | Účastnil se plavby ve člunu. Po návratu do Anglie byl povýšen na poručíka; účastnil se na HMS Isis bitvy u Kodaně (1801) a poté byl povýšen na komandéra. Zemřel roku 1820 v Norwichi. |
| Kadet                          | Edward „Ned“ Young — Svatý Kryštof (Západní Indie) | Kadet (Midshipman)                                                                                                 | Vzbouřenec        | Kadet, 22 let, 5 stop a 8 palců vysoký. Tmavé pleti a spíše špatného vzhledu. Tmavě hnědé vlasy – robustní postavy – ztratil několik předních zubů a všechny zbylé jsou zkažené. Malé znaménko na levé straně krku a na pravé paži má vytetované srdce se šípy, pod kterým jsou iniciály „E. Y.“ a den roku 1788, či 1789, nejsme si jisti. | Z Tahiti odešel s Christianem na Pitcairn, kde 25. prosince 1800 zemřel na astma; byl tak prvním člověkem, který od příchodu vzbouřenců na ostrově zemřel přirozenou smrtí. |
| Nižší poddůstojník             | James Morrison — Londýn                            | Pomocník loďmistra (Boatswain's Mate)                                                                              | Loajální          | 28 let, 5 stop a 8 palců vysoký. Zažloutlé pleti. Dlouhé černé vlasy. Útlá postava. Ztratil schopnost používat první článek na ukazováčku pravé ruky. Pod levým prsem má vytetovanou hvězdu a kolem levé nohy podvazek s mottem „Honni soit qui mal y pense“. Na jedné ruce byl zraněn kulí z muškety.                                      | Zůstal na Bounty a posléze na Tahiti; je možné, že zamýšlel Bounty od vzbouřenců dobýt nazpět, navrhl rovněž postavit na Tahiti škuner Resolution, možná proto, aby se na něm loajální námořníci, kteří zůstali na Tahiti, mohli dostat do Holandské východní Indie či Ameriky. Britové škuner skutečně postavili, avšak vývoj na Tahiti a místní kmenové války způsobily, že od plavby do Batávie upustili. Roku 1792 byl s ostatními Brity na ostrově zatčen Edwardem Edwardsem a v Anglii, přes mnohá svědectví v jeho prospěch, odsouzen k smrti – přispěla k tomu zvláště svědectví Haywarda a Halleta proti němu – ale dostal královskou milost. Vzápětí se vrátil ke službě u námořnictva a účastnil se několika námořních bitev napoleonských válek. Poté sloužil na HMS Blenheim ve Východní Indii, na které se v roce 1807 utopil. |
| Nižší poddůstojník             | George Simpson — Kendal (Westmoreland)             | Pomocník kormidelního poddůstojníka (Quartermaster's Mate)                                                         | Loajální          | — | Účastnil se plavby ve člunu. Soudu v Anglii se neúčastnil. Dále sloužil u námořnictva; roku 1801 byl nalezen mrtev v kóji na Princess of Orange, příčina smrti nebyla nikde uvedena. |
| Nižší poddůstojník             | John Williams — Guernsey (Normanské ostrovy)       | Pomocník zbrojmistra (Armourer's Mate)                                                                             | Vzbouřenec        | Námořník, věk 25 let, 5 stop a 5 palců vysoký, tmavé pleti, černých vlasů, útlé postavy; má jizvu na zadní straně hlavy; je tetovaný a je rodák z Guernsey; mluví francouzsky. | Odešel na Pitcairnův ostrov; jakožto kovář uměl jako jediný vyrábět kulky do mušket, byl proto pro mladou kolonii nepostradatelný. 23. ledna 1790 zemřela Williamsova tahitská manželka Fasto; Williams si tedy prosadil, aby mu byla dána Nancy, žena Tahiťana Tarara. 20. září 1793 napětí mezi bělochy a Polynésany vyvrcholilo; Polynésané povstali a John Williams byl prvním, kterého zabili. |
| Nižší poddůstojník             | Thomas McIntosh — North Shields (Northumberland)   | Pomocník lodního tesaře (Carpenter's Mate)                                                                         | Loajální          | Tesař. 28 let, 5 stop a 6 palců vysoký. Světlé pleti, světle hnědých vlasů, útlé postavy. Má dolíčky po neštovicích. | Byl nucen zůstat na Bounty, posléze vysazen na Tahiti. Byl jediný z loajálních námořníků, který se po příjezdu Pandory na Tahiti pokusil schovat v horách; byl ale dopaden. Na Tahiti zanechal tahitskou manželku Mary a dceru Elizabeth. V Anglii byl později souzen, nicméně soud jej osvobodil. Existují indicie, že v kariéře pokračoval u obchodního loďstva. |
| Nižší poddůstojník             | Charles Norman — Portsmouth (Hampshire)            | Pomocník lodního tesaře (Carpenter's Mate)                                                                         | Loajální          | Tesař, 26 let, 5 stop a 9 palců vysoký. Světlé pleti, světle hnědých vlasů, útlé postavy. Dolíčky po neštovicích a nápadně kýve hlavou a těká očima. | Byl donucen zůstat na Bounty a později na Tahiti; v Anglii byl soudem osvobozen. Zemřel roku 1793 a byl pohřben v gosportském kostele. |
| Nižší poddůstojník             | John Mills — Aberdeen (Skotsko)                    | Pomocník dělmistra (Gunner's Mate)                                                                                 | Vzbouřenec        | Dělmistr, věk 40 let, 5 stop a 10 palců vysoký, světlé pleti, světle hnědých vlasů, robustní, kostnaté postavy; jizva na pravém podpaží způsobená hnisavým vředem. | Odešel na Pitcairn, kde byl 20. září 1793 zavražděn; zemřel třetí v pořadí. Zanechal dvě děti, Elizabeth a Johna; nicméně John Mills junior spadl ve 21 letech ze srázu. Nikdo na Pitcairnu dnes příjmení Mills nenosí. |
| Nižší poddůstojník             | William Muspratt — Bray (Berkshire)                | Lodní krejčí (Tailor)                                                                                              | Vzbouřenec        | Námořník, 30 let, 5 stop a 6 palců vysoký. Tmavé pleti, hnědých vlasů, útlé postavy. Velmi hustý černý vous pod zjizvenou bradou. Tetovaný na několika místech. | Zůstal na Tahiti, kde byl zatčen Edwardem Edwardsem. V Anglii byl souzen – Muspratt a Peter Heywood měli vlastní obhájce – a byl odsouzen k smrti, nicméně vynikající advokát Stephen Barney dosáhl jeho omilostnění. Poprava odsouzených druhů se ho velmi dotkla, údajně již s nikým nepromluvil ani slovo. Admiralitu po svém propuštění znechutil požadavkem o proplacení ušlé mzdy za dobu služby na Bounty. Dle údajů v jeho poslední vůli sloužil na HMS Bellerophon. Datum úmrtí není známo, ale závěť byla zpoplatněna roku 1798. |
| Nižší poddůstojník             | John Smith — Stirling (Skotsko)                    | Kapitánův sluha (Captain's Servant)                                                                                | Loajální          | — | Účastnil se plavby ve člunu. V Batávii se John Smith společně s Williamem Blighem a písařem Samuelem nalodil na Vlydte, do Anglie dorazili 14. března 1790. Jakožto Blighův sluha se účastnil druhé chlebovníkové výpravy na Tahiti (z původní posádky dále již jen plachtář Lawrence LeBogue). Jeho další osud je neznámý. |
| Nižší poddůstojník             | Thomas Hall — Durham (Severovýchodní Anglie)       | Lodní kuchař (Ship's Cook)                                                                                         | Loajální          | — | Účastnil se plavby ve člunu. 11. října 1789 zemřel v Batávii na malárii. |
| Nižší poddůstojník             | Richard Skinner — Tunbridge Wells (Kent)           | Lodní bradýř, Starší námořník (Barber, Able seaman)                                                                | Vzbouřenec        | 22 let, 5 stop a 8 palců vysoký. Světlé pleti, světle hnědých vlasů, dobré postavy. Jizvy na obou kotnících a na pravé holeni. Je tetovaný a řemeslem holič. | Zůstal na Tahiti; Tahiťané si Skinnera jakožto holiče obzvláště oblíbili. Byl zde zatčen Edwardem Edwardsem; utopil se 29. srpna 1791 na Pandoře. Na Tahiti zanechal ženu a dceru. |
| Nižší poddůstojník             | William Brown — Leicester (East Midlands)          | Zahradníkův pomocník (Assistant Gardener)                                                                          | Vzbouřenec        | Zahradníkův pomocník, věk 27 let, 5 stop a 8 palců vysoký, světlé pleti, tmavě hnědé vlasy, robustní postavy; nápadná jizva na jedné líci, která mu zužuje oční víčko a táhne se dolů až k jeho krku, způsobená skrofulózou; je tetovaný.                                                                                                   | Odešel na Pitcairnův ostrov, kde je po něm část pobřeží pojmenována Brown's Water. Byl zavražděn 20. září 1793 jako poslední v pořadí při povstání tahitských mužů. |
| Lodní mistr                    | Robert Lamb — Londýn                               | Lodní řezník (Butcher)                                                                                             | Loajální          | — | Účastnil se plavby ve člunu. Na přelomu let 1789 a 1790 se v Batávii nalodil na loď holandské flotily do Evropy, nicméně mezi Batávií a Kapským Městem onemocněl a zemřel. |
| Námořník                       | John Adams — Londýn                                | Starší námořník (Able Seaman)                                                                                      | Vzbouřenec        | 22 let, 5 stop a 5 palců vysoký, hnědé pleti, hnědých vlasů, robustní postavy, jizvy po neštovicích. Silně tetovaný, jizva na pravém chodidle. | V lodních záznamech veden pod falešným jménem Alexander Smith; odešel na Pitcairn, kde se roku 1800 stal posledním přeživším vzbouřencem. Roku 1825 obdržel královskou milost. Zemřel roku 1829. |
| Námořník                       | Thomas Burkitt — Bath (Somerset)                   | Starší námořník (Able Seaman)                                                                                      | Vzbouřenec        | 26 let, 5 stop a 5 palců vysoký. Světlé pleti. Velmi poznamenaný dolíčky po neštovicích. Hnědé vlasy, útlá postava a silně tetovaný. | Zůstal na Tahiti, kde pohřbil Charlese Churchilla poté, co byl Thompsonem zavražděn; v Anglii byl soudem uznán vinným a 29. října 1792 ve Spitheadu na palubě HMS Brunswick oběšen. Na Tahiti zanechal manželku a syna. |
| Námořník                       | Michal Byrne — Kilkenny (Irsko)                    | Námořník, houslista                                                                                                | Loajální          | 28 let, 5 stop a 6 palců vysoký. Světlé pleti a téměř slepý. Hraje na housle. Je poznamenaný výtokem na zadní straně krku. | Proti své vůli zůstal na Bounty a posléze na Tahiti; v Anglii byl soudem osvobozen. Společně s Colemanem a LeBoguem byl penzionován v Greenwichi. |
| Námořník                       | Thomas Ellison — Londýn                            | Starší námořník (Able Seaman)                                                                                      | Vzbouřenec        | 17 let, 5 stop a 3 palce vysoký. Světlé pleti, tmavé vlasy, robustní postavy. Na pravé ruce má vytetované své jméno a datum „October 25, 1788“ (25. října 1788). | Zůstal na Tahiti, kde byl Edwardem Edwardsem zatčen. U soudu se snažil svou účast na vzpouře omlouvat svým mládím a nezkušeností, nicméně byl uznán vinným a 29. října 1792 ve Spitheadu oběšen. |
| Námořník                       | Isaac Martin — Filadelfie (Pensylvánie)            | Starší námořník (Able Seaman)                                                                                      | Vzbouřenec        | 30 let, 5 stop, 11 palců vysoký. Zažloutlé pleti, krátké hnědé vlasy, kostnatý. Tetování s hvězdou na levém prsu. | Odešel na Pitcairn, kde byl 20. září 1793 zavražděn. |
| Námořník                       | William McCoy                                      | Starší námořník (Able Seaman)                                                                                      | Vzbouřenec        | Námořník, věk 25 let, 5 stop a 6 palců vysoký, světlé pleti, světle hnědé vlasy, robustní postavy; jizva na místě, kde byl pobodán na břiše, a malá jizva pod bradou; tetovaný na několika různých místech těla. | Odešel na Pitcairn, podařilo se mu přežít povstání tahitských mužů. Na ostrově vynalezl způsob pálení kořalky kordylinky; 20. dubna 1798 spáchal sebevraždu. |
| Námořník                       | John Millward — Plymouth (Devon)                   | Starší námořník (Able Seaman)                                                                                      | Vzbouřenec        | 22 let, 5 stop a 5 palců vysoký. Hnědé pleti. Tmavé vlasy, robustní postavy. Tetovaný pod podbřiškem. | Zůstal na Tahiti, kde byl Edwardem Edwardsem zatčen; v Anglii soudem uznán vinným a 29. října 1792 na HMS Brunswick ve Spitheadu oběšen. Na Tahiti zanechal syna, kterého měl s jednou z žen náčelníka Poina. |
| Námořník                       | Matthew Quintal — Padstow (Cornwall)               | Starší námořník (Able Seaman)                                                                                      | Vzbouřenec        | Námořník, věk 21 let, 5 stop a 5 palců vysoký, světlé pleti, světle hnědých vlasů; silně tetovaný na zádech a několika dalších místech. | Odešel na Pitcairnův ostrov, kde sám zapálil Bounty a později vynikl svou násilnickou povahou; jeho žena spáchala sebevraždu. Podařilo se mu přežít povstání Tahiťanů, ale byl roku 1799 Nedem Youngem a Johnem Adamsem zabit. |
| Námořník                       | John Sumner — Liverpool (Merseyside)               | Starší námořník (Able Seaman)                                                                                      | Vzbouřenec        | 24 let, 5 stop a 8 palců vysoký. Světlé pleti, hnědých vlasů. Útlé postavy, jizva na levé líci a tetovaný na několika místech. | Zůstal na Tahiti, kde byl zatčen Edwardem Edwardsem. Zemřel 29. srpna 1791 na Pandoře, když se na něj a na Stewarta zřítila lodní lávka. |
| Námořník                       | Matthew Thompson — Ostrov Wight                    | Starší námořník (Able Seaman)                                                                                      | Vzbouřenec        | A. B. 40 let, 5 stop a 8 palců vysoký. Velmi tmavé pleti a krátkých černých vlasů. Útlé postavy. Ztratil článek palce na pravé noze. Je tetovaný. | Zůstal na Tahiti; zavraždil desátníka Charlese Churchilla a Churchillova tahitská rodina vzápětí jako akt vendety zabila Thompsona. |
| Námořník                       | James Valentine — Montrose (Skotsko)               | Starší námořník (Able Seaman)                                                                                      | —                 | — | Zemřel v noci ve čtvrtek 9. října 1788 při cestě na Tahiti kvůli zanedbání péče ze strany doktora Huggana; stal se tak prvním mrtvým na Bounty. Byl pohřben na moři. |
| Civilista                      | David Nelson                                       | Zahradník (Gardener)                                                                                               | Loajální          | — | Účastnil se plavby ve člunu. Nelson patřil k nejslabším a během cesty málem zemřel. 12. července barkasa přistála v holandském Kupangu na Timoru; o pár dní později se Nelson vydal do hor za místními rostlinami, avšak stále nenabyl síly, dostal horečku a 20. července 1789 zemřel. |